# 耶洛羅克 (肯塔基州)
耶洛羅克（英語：Yellow Rock）是位於美國肯塔基州李縣的一個非建制地區。

## 地理
耶洛羅克所處的海拔為高於海平面201米（即659英呎），而該地所採用的時區為UTC-5，即北美東部時區（EST）。同時該地設有夏令時間，為UTC-5調快一小時，即UTC-4（EDT）。